# Diogo Ventura
Diogo Costa Ventura (Almada, 24 giugno 1994) è un cestista portoghese.

## Palmarès
- Coppa di Portogallo: 1

Sporting CP: 2021
- Coppa di Lega portoghese: 1

Sporting CP: 2022
- Supercoppa del Portogallo: 1

Sporting Lisbona: 2022